# 설명 논리
설명 논리 또는 디스크립션 로직(Description logic, DL)는 형식 지식 표현 언어들의 계열이다. 많은 DL은 명제 논리보다 표현력이 뛰어나지만 1차 논리보다는 표현력이 떨어진다. 후자와 달리 DL의 핵심 추론 문제는 (일반적으로) 결정 가능하며 이러한 문제에 대해 효율적인 결정 절차가 설계 및 구현되었다. 일반, 공간, 시간, 시공간 및 퍼지 설명 논리가 있으며 각 설명 논리는 다양한 수학적 생성자 세트를 지원하여 표현 능력과 추론 복잡성 간의 서로 다른 균형을 유지하는 것이 특징이다.
DL은 인공지능에서 응용 도메인의 관련 개념(용어 지식이라고 함)을 설명하고 추론하는 데 사용된다. 온톨로지와 시맨틱 웹에 대한 논리적 형식을 제공하는 것이 특히 중요하다. 웹 온톨로지 언어(OWL)와 해당 프로필은 DL을 기반으로 한다. DL과 OWL의 가장 주목할만한 적용은 DL이 생물 의학 지식의 코드화를 지원하는 생물의료정보학이다.

## 같이 보기
- 격자 (순서론)